# باري ستريكلاند
باري ستريكلاند هو سياسي كندي، ولد في 20 أكتوبر 1923، وتوفي في 1968.